# Harmen Westra
Harmen Westra (Den Haag, 29 mei 1883 - aldaar, 23 december 1959) was een Nederlandse hoogleraar en NSB-burgemeester van Den Haag. Zijn NSB-stamboeknummer was 94965.
Na zijn studie rechten vertrok Westra in 1908 naar Nederlands-Indië. In 1915 keerde hij ziek terug naar Nederland. Hij promoveerde in 1917 aan de Rijksuniversiteit Utrecht. Westra werkte korte tijd in Tokio en vertrok daarna opnieuw naar Nederlands-Indië. In 1921 werd hij lid van de Volksraad en in 1924 werd hij buitengewoon hoogleraar Indisch staatsrecht aan de Technische Hogeschool Bandoeng. Van 1931 tot 1942 doceerde hij dit vak aan de Rijksuniversiteit Utrecht. Van 1942 tot 1945 was hij burgemeester voor de NSB in Den Haag, van maart 1943 tot maart 1945 ook van de buurgemeente Rijswijk.

## Jodenvervolging

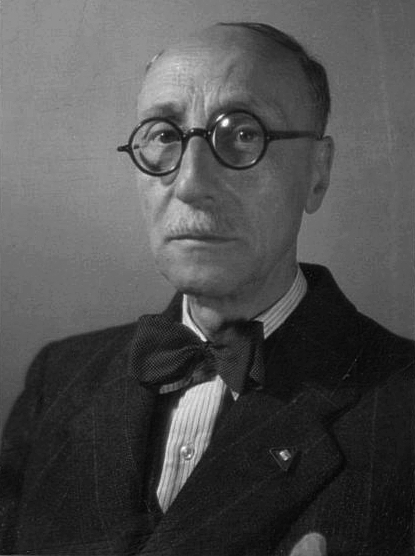
Burgemeester H. Westra (1944)

Westra was onder meer medeverantwoordelijk voor de ontruiming van Duindorp en de verplaatsing van de bewoners naar de Achterhoek. Hij werkte actief mee met de Jodenvervolging. Krachtens art. 41 van de Haagse Algemene Politieverordening wees hij op 9 juli 1942 een aantal straten aan, waarin Joden zich niet mochten ophouden: de Apendans, het Binnenhof, de Doelenstraat, de Heerenstraat, de Korte en Lange Houtstraat, het Plein, de Korte en Lange Poten en de Korte Vijverberg.
Westra was een zwakke bestuurder die met alle winden meewaaide. Zowel bij zijn ambtelijke staf, NSB-politici alsmede hoge Duitse functionarissen was hij spoedig alle gezag kwijt. 'Geen belangrijk man. Niet tegen zijn taak opgewassen' oordeelde Generalkommissar Wimmer na de bevrijding. In maart 1945, vlak na het desastreuze bombardement op het Bezuidenhout, bleek Westra niet meer opgewassen tegen de druk en ging hij met ziekteverlof. Hij werd opgevolgd door waarnemend burgemeester Henri van Maasdijk.

## Na de bevrijding
Westra werd na de bevrijding samen met andere NSB'ers zoals voornoemde Henri van Maasdijk opgesloten in de strafgevangenis in Scheveningen en op 19 juni 1946 in het kader van de bijzondere rechtspraak berecht. Tegen Westra werd in eerste instantie de doodstraf geëist maar werd veroordeeld tot een gevangenisstraf van twintig jaar. In hoger beroep kreeg hij in 1947 twaalf jaar celstraf opgelegd maar hij zat echter slechts zes jaar vast.
In de jaren vijftig was Westra betrokken bij de HINAG (Hulp aan invalide oud-Oostfrontstrijders), een organisatie voor oud-oostfrontstrijders en NSB'ers.